# Parigi-Camembert 1964
La Parigi-Camembert 1964, venticinquesima edizione della corsa e valida come evento del circuito UCI categoria CB1.1, si svolse il 31 marzo 1964. Fu vinta dall'olandese Arie den Hartog.

## Ordine d'arrivo (Top 10)
| Pos. | Corridore           | Squadra                      | Tempo |
| ---- | ------------------- | ---------------------------- | ----- |
| 1    | Arie den Hartog     | St.Raphaël-Gitane-Campagnolo |       |
| 2    | Rudi Altig          | St.Raphaël-Gitane-Campagnolo |       |
| 3    | Jan Janssen         | Pelforth-Sauvage-Lejeune     |       |
| 4    | Christian Hamelin   | -                            |       |
| 5    | Michel Goeury       | Terrot-Leroux                |       |
| 6    | Albertus Geldermans | St.Raphaël-Gitane-Campagnolo |       |
| 7    | Jo de Roo           | St.Raphaël-Gitane-Campagnolo |       |
| 8    | Barry Hoban         | Mercier-BP-Hutchinson        |       |
| 9    | Camille Le Menn     | Peugeot-Michelin-BP          |       |
| 10   | Theo Mertens        | Libertas                     |       |